# Lucius Calpurnius Piso Caesoninus (consul in 15 v.Chr.)
Lucius Calpurnius Piso Caesoninus (48 v.Chr. - 32 n.Chr.) was de zoon van Lucius Calpurnius Piso Caesoninus (consul in 58 v.Chr.), is waarschijnlijk geboren tijdens de burgeroorlog tussen Pompeius en Caesar (ca. 48 v.Chr.). 
In 15 v.Chr. werd hij samen met Marcus Livius Libo aangesteld als consul. Na zijn ambtstermijn kreeg hij als proconsul de provincia Pamphylia waar hij drie jaar verbleef. In 11 v.Chr. werd hij door keizer Augustus teruggeroepen uit Pamphylia om in de provincia Macedonia de dreiging van stammen uit Thracia het hoofd te bieden. Na een drie jaar durende campagne wist hij uiteindelijk succesvol deze dreiging te neutraliseren. 
De waardering en het vertrouwen dat keizer Augustus in Lucius Piso Caesoninus stelde werd overgenomen door zijn opvolger keizer Tiberius. Piso werd al snel een vertrouweling van de nieuwe keizer en werd aangesteld als praefectus urbi.
Mogelijk was Piso ook proconsul van Africa en legatus van Syria, maar dat wordt betwist.